# Fúquene
Fúquene là một khu tự quản thuộc tỉnh Cundinamarca, Colombia. Thủ phủ của khu tự quản Fúquene đóng tại Fúquene Khu tự quản Fúquene có diện tích ki lô mét vuông. Đến thời điểm ngày 28 tháng 5 năm 2005, khu tự quản Fúquene có dân số 4725 người.